# Holle frase
Een holle frase is een zin of uitdrukking die mooi of indrukwekkend klinkt, maar bij nadere beschouwing weinig om het lijf heeft. Vaak gaat het om beloftes of idealen die niet waargemaakt worden. Ook kan het gaan om vage bewoordingen die niet hardgemaakt kunnen worden.
Voorbeelden:
- steeds meer, ondervindt internationale erkenning, exposeerde in diverse toonaangevende galerieën.
- Bekende reclamezinnen als: OMO wast witter dan wit, geheel vernieuwde Persil, Philips batterijen gaan langer mee, nu nóg voordeliger en dergelijke hebben gewoonlijk eveneens niets om het lijf.
- Er wordt wel aangedrongen op: vergeten en vergeven, maar dit is een holle frase. Wie kan de gebeurtenissen van de jaren '40-'45 vergeten?
- De Fransen zouden het volk op een hoger peil van beschaving verheffen, maar het bleek een holle frase.
- De leus 'proletariërs aller landen, verenigt u' was een holle frase geworden.

Verwant aan de holle frase is vaag en versluierend taalgebruik, waarbij bijvoorbeeld niet nader wordt benoemd wie precies iets beweert of doet (artsen waarschuwen, onderzoekers hebben uitgezocht, deskundigen zijn van mening, uit onderzoek blijkt) of eufemismen worden gebruikt voor onaangename waarheden (reorganisatie voor een sanering waarbij gedwongen ontslagen vallen; ombuiging voor een bezuiniging).